# Гапон Георгій Аполлонович
Гапо́н Гео́ргій Аполло́нович (рос. Гапон Георгий Аполлонович, 5 (17) лютого 1870, с. Білики, Кобиляцький повіт, Полтавська губернія, Російська імперія (нині Кобеляцький район, Полтавська область, Україна) — 28 березня (10 квітня) 1906, Озерки, Петербурзька губернія, Російська імперія) — священник Російської православної церкви українського походження. Творець і незмінний керівник робітничої організації «Збори фабрично-заводських робітників м. Санкт-Петербурга». Ініціатор подачі мирної петиції 1905 року, царю Миколі II, організатор січневого робітничого страйку і масової ходи робітників до царя з петицією, що закінчилася розстрілом робітників і масовими смертями («Кривава неділя», 1905) і поклала початок Революції 1905-1907 років. Після 9 січня 1905 року — діяч революційної еміграції, організатор Женевської міжпартійної конференції 1905 року, учасник невдалої підготовки збройного повстання в Санкт-Петербурзі за допомогою зброї з пароплава «Джон Графтон», засновник революційної організації «Всеросійський робітничий союз». Після повернення до Росії в жовтні-листопаді 1905 року — керівник відроджених «Зборів фабрично-заводських робітників м. Санкт-Петербурга», союзник графа Вітте, прихильник реформ, проголошених Маніфестом 17 жовтня 1905. Вбитий у березні 1906 року в Озерках групою терористів бойовиків-есерів на чолі із Пінхусом Рутенбергом за наказом Азефа Євно та Бориса Савінкова.

## Життєпис

### Ранні роки

#### Полтавщина
Народився у с. Білики Кобеляцького повіту Полтавської губернії, в селянській сім'ї (за сімейними переказами, козацького походження). Батько Гапона, Аполлон Федорович, був заможним селянином, мав велику повагу односельців і протягом 35 років обирався писарем. Мати була простою неписьменною селянкою.
Дитинство Гапона пройшло у рідному селі, де він займався селянською працею та, допомагаючи батькам, пас овець, телят та свиней. У дитинстві Гапон був дуже релігійний і відрізнявся схильністю до містики; любив слухати розповіді про життя святих і мріяв, як вони, творити дива. Найбільше враження на нього справила розповідь про святого Іоанна Новгородського, якому вдалося осідлати диявола і з'їздити на ньому в Єрусалим. Гапон став мріяти про той день, коли і йому випаде нагода «зловити чорта». У віці 7 років був відданий у початкову школу, де виявив великі здібності до навчання. За порадою сільського священника батьки вирішили віддати сина на навчання до духовного училища. Успішно склавши вступний іспит, Гапон вступив до другого класу Полтавського духовного училища. В училищі відрізнявся допитливістю і був одним із найкращих учнів. Викладач училища Іван Трегубов, який був відомим толстовцем, давав Гапону заборонені твори Льва Толстого, які справили на нього великий вплив.
У 1894 році Гапон одружився з купецькою дочкою і за її порадою вирішив прийняти духовний сан. Про свій намір він розповів полтавському єпископу Іларіону, і той обіцяв йому заступатися, сказавши, що йому потрібні такі люди, як Гапон. У тому ж році Гапон був висвячений спочатку в диякони, а потім і в священники. За рішенням єпископа Іларіона отримав посаду священника у безприходній церкві Усіх Святих при полтавському цвинтарі. Як священник Гапон виявив неабиякий талант проповідника, і на його проповіді почало стікатися безліч народу. Намагаючись узгоджувати своє життя з християнським вченням, Гапон допомагав біднякам і погоджувався безоплатно здійснювати духовні послуги для бідних парафіян із сусідніх церков. У вільний від богослужінь час Гапон влаштовував співбесіди на релігійні теми, які збирали багато слухачів, хоча церква і була безприбутковою. Зростання популярності молодого священника призвело до його конфлікту зі священниками сусідніх парафій, які стали говорити, що він викрадає у них паству. Гапон, зі свого боку, звинувачував їх у фарисействі та лицемірстві.
Після закінчення духовного училища Гапон вступив до Полтавської духовної семінарії. Під час навчання в семінарії опинився під впливом іншого толстовця — Ісаака Фейнермана, що прийшов з Ясної Поляни. Продовжуючи навчання у семінарії, Гапон почав відкрито висловлювати толстовські ідеї, що призвело до конфлікту з семінарським начальством. Йому пригрозили позбавленням стипендії, у відповідь на що він заявив, що сам відмовляється від стипендії, і став підробляти приватними уроками. В 1893 успішно закінчив семінарію, проте через конфлікт з семінарським начальством не отримав диплому першого ступеня, що давав право на вступ до університету. Після закінчення семінарії влаштувався працювати у земській статистиці і продовжував підробляти приватними уроками. 1894—1898 — священник у полтавському храмі Всіх Святих.

#### Санкт-Петербург
1898 року від раптової хвороби померла молода дружина Гапона. Залишилося двоє маленьких дітей — Марія та Олексій. Ця подія стала поворотним моментом у житті Гапона. Щоб позбутися важких думок, він поїхав до Санкт-Петербурга вступати до духовної академії. Хоча диплом другого ступеня не давав йому права на вступ до академії, Гапон зумів заручитися підтримкою єпископа Іларіона, який перебував у дружніх стосунках з обер-прокурором Святійшого Синоду Костянтином Побєдоносцевим. Отримавши рекомендаційний лист від Іларіона, Гапон з'явився до Побєдоносцева і за його протекцією та протекцією товариша обер-прокурора — Володимира Саблера вступив на 1-й курс академії.
Проте навчання у духовній академії швидко розчарувало Гапона. У предметах, що викладалися, він бачив тільки мертву схоластику, яка не давала йому відповіді на питання про сенс життя. Втративши душевну рівновагу, Гапон закинув навчання і влітку 1899 поїхав поправляти здоров'я в Крим. У Криму він відвідував місцеві монастирі, роздумуючи, чи не піти йому в ченці, однак вирішив, що життя в монастирі несумісне зі служінням народу. Великий вплив на Гапона справило знайомство з художником Василем Верещагіним, який радив йому скинути рясу та працювати на благо народу, і ліберальним вірменським публіцистом Григорієм Джаншієвим.
Повернувшись до Санкт-Петербурга, Гапон почав брати участь у благодійних місіях, які займалися християнською проповіддю серед робітників. У цей час у Санкт-Петербурзі діяло Товариство релігійно-морального просвітництва, яке на той час очолював протоієрей Філософ Орнатський, і Гапону було запропоновано взяти участь у його роботі. У 1899 році Гапон почав виступати як проповідник у Церкві Милуючої Божої Матері в Галерній Гавані на Василівському острові. Старостою цієї церкви на той час був Володимир Саблер. Проповіді Гапона збирали безліч людей, і нерідко церква не вміщала всіх слухачів, число яких досягало 2000. Галерна Гавань була місцем проживання пітерських босяків, і Гапон нерідко проводив цілі дні, спілкуючись із мешканцями горьківського «дна». У своїх проповідях він виходив з тієї думки, що праця є основою і сенсом життя, і намагався пробудити в слухачах свідомість своєї людської гідності. Проте Гапон був задоволений своєї діяльністю проповідника. Зіткнувшись із бідняками, він став задаватися думкою, як реально допомогти цим людям повернутися до людського життя.
1900 року Гапон був призначений на посаду настоятеля сиротинця святої Ольги, а також законовчителя та священника притулку Синього Хреста. Ці притулки утримувалися на пожертвування людей вищого світу, і незабаром молодий священник набув популярності у петербурзьких придворних колах. За словами Гапона, особливий вплив він мав на придворних дам, які бачили в ньому мало не пророка, покликаного сповістити нові істини і розкрити таємне значення вчення Христа. Декілька разів Гапона запрошували служити на урочистих святах разом зі святим Іоанном Кронштадтським, який справив на нього сильне враження. Іншим разом Гапон служив літургію з ректором духовної академії, майбутнім патріархом Сергієм (Страгородським). Він також нерідко відвідував Релігійно-філософські збори, що проходили під головуванням Сергія в Петербурзі. Одночасно Гапон продовжував працювати серед пітерських робітників і бідняків, серед яких він незабаром набув великої популярності. Йому нерідко траплялося відстоювати бідну людину від різних несправедливостей, чим він викликав до себе неприхильність і ворожнечу з боку можновладців.
Влітку 1902 року через конфлікт із опікунською радою Гапон був усунений з посади настоятеля притулку Синього Хреста. У ході конфлікту, що загострився, Гапон налаштував свою численну паству проти опікунської ради. За свідченням товариша по службі, священника Михайла (Попова), вже тоді Гапон славився вмінням керувати натовпом. На адресу опікунів почали надходити погрози, а на вулиці в них стали кидати каміння. Ідучи з притулку, Гапон забрав із собою вихованку Олександру Уздальову, яку згодом зробив своєю громадянською дружиною (за канонами православної церкви, вдовий священник не має права на повторний шлюб). У тому ж році він був відрахований з 3-го курсу академії, причому причиною виключення була нездача перехідних іспитів. Голова опікунської ради Микола Анічков написав на Гапона донос до Охоронного відділення, і Гапон був викликаний туди на допит. Ця подія стала приводом для його знайомства з Департаментом поліції.
Восени 1902 року Гапон був відновлений у духовній академії з протекції митрополита Антонія (Вадковського), який надавав йому заступництво. Є відомості, що у відновленні Гапона в академії зіграв свою роль Департамент поліції. У 1903 році Гапон успішно закінчив академію, написавши дипломну роботу на тему «Сучасне становище приходу в православних церквах, грецькій та російській», і отримав посаду священника при тюремній церкві святого Михайла Чернігівського Міської пересильної в'язниці.

### Політична кар'єра
Восени 1902 Гапона познайомили з начальником Особливого відділу Департаменту поліції Сергієм Зубатовим, що займався створенням підконтрольних поліції робітничих спілок, і Гапону було запропоновано взяти участь у цій роботі. Мета Зубатова полягала в тому, щоб створенням легальних робітничих організацій паралізувати вплив на робітників революційної пропаганди. Зубатову вдалося створити успішно діючі організації в Москві, Мінську та Одесі, а в 1902 році він спробував перенести свій досвід у Петербург, де було засновано Товариство взаємного допомоги робітників механічного виробництва. Гапон був залучений до організації товариства як священник, популярний у середовищі робітників.
Запорукою успіху нової організації Гапон вважав принцип робочої самодіяльності, коли справа ведеться не чинами поліції, а гуртком робітників, що перейнялися свідомістю власних інтересів. Доповідь Гапона була співчутливо зустрінута у міністерстві внутрішніх справ, і 15 лютого 1904 року новий статут товариства був затверджений заступником міністра Петром Дурново.

#### Створення зборів робітників
30 серпня 1903 на Виборзькій стороні на гроші робітників була відкрита перша чайна-клуб, що стала центром нового товариства. Ставши на чолі організації, Гапон швидко вилучив із нього ставлеників Зубатова і призначив на всі відповідальні посади своїх людей. У лютому 1904 року міністерство внутрішніх справ затвердило написаний Гапоном статут профспілки, і незабаром вона була урочисто відкрита під назвою «Збори російських фабрично-заводських робітників м. Санкт-Петербурга». З травня 1904 року розпочалося відкриття нових відділів «Зборів» у різних частинах міста. Загалом до кінця року було відкрито 11 відділів. Відкриття відділів не було передбачено статутом, але Гапон досягав свого, діючи «нахабством»: наймав приміщення і запрошував на освячення градоначальника, після чого поліцейська влада вже не втручалася і видавала дозвіл. Так вдалося поширити діяльність Зборів по всьому Петербургу.
Влітку 1904 року Гапон, порушуючи статут, спробував поширити діяльність «Зборів» на інші міста. З цією метою він здійснив поїздку до Москви, Києва, Харкова та Полтави. У Москві та Києві Гапон відвідував місцеві зубатівські організації та в присутності робітників критикував їхню діяльність, ставлячи за приклад успіхи своєї робочої організації в Петербурзі. При цьому він переконував робітників відмовитися від зв'язків з адміністрацією та організуватися на засадах самодіяльності.
На початку грудня 1904 року з Путилівського заводу за рішенням майстра Тетявкіна було звільнено чотирьох робітників — членів «Зборів»: Сергуніна, Суботіна, Уколова та Федорова. За твердженням адміністрації, їх було звільнено на законній підставі. Однак у середовищі робітників поширилася чутка, що вони звільнені за приналежність до гапонівських «Зборів». За інформацією І. І. Павлова, керівники Путилівського заводу були стурбовані стрімким зростанням Нарвського відділу «Зборів», який погрожував увібрати в себе всіх робітників заводу. Інцидент зі звільненням робітників розглядався в Нарвському відділі, і там було вирішено, що їх звільнено незаконно, про що було доведено до відома Гапона. Повернувшись із Нарвського відділу, Гапон заявив своїм співробітникам, що бачить у звільненні виклик, кинутий «Зборам» з боку капіталістів. Гапон сказав, що «Збори» повинні заступитися за своїх членів і що інакше вони нічого не варті і він сам з них вийде. За підсумками голосування було прийнято рішення: у разі невиконання вимог робітників оголосити страйк на Путилівському заводі та пред'явити адміністрації ширші економічні вимоги; якщо і тоді вимоги не будуть виконані, поширити страйк ще на кілька заводів і пред'явити ще більші вимоги; якщо ж і цього разу заводчики не поступляться, перетворити страйк на загальний і використати його для подачі петиції. 28 грудня депутації від робітників з'явилися до директора Смирнова та фабричного інспектора Чижова, і ті відмовили їм у всіх вимогах.
4 січня Гапон на чолі депутації з'явився до директора Путилівського заводу Смирнова і зачитав йому перелік економічних вимог. З приводу кожного пункту вимог Гапон давав пояснення і заперечував зауваження, роблені директором, причому неодноразово звертався до робітників, які його супроводжували, зі словами: «Чи не так, товариші?». Смирнов знову відмовив у задоволенні вимог, вказавши підстави, чому вони нездійсненні. На наступний день страйк був поширений на інші заводи Петербурга, і їм також були пред'явлені широкі економічні вимоги. 5 січня Гапон ходив з депутацією в правління акціонерів Путилівського заводу і переконався, що вимоги робітників не будуть задоволені. 6 січня він вирушив до міністра внутрішніх справ П. Д. Святополк-Мирського, але той відмовився його прийняти. Після того, як стало ясно, що всі економічні засоби боротьби вичерпані, Гапон вирішив перейти на шлях політики та звернутися безпосередньо до царя. У своїх спогадах Гапон писав: «Усвідомлюючи, що зі свого боку я зробив усе, щоб зберегти мир, я вирішив, що іншого результату не було, як загальний страйк, а оскільки цей страйк, безсумнівно, викличе закриття мого союзу, то я і поспішив зі складанням петиції та останніми приготуваннями».

#### Оголошення загального страйку в Санкт-Петербурзі
6 січня Гапон приїхав до Нарвського відділу «Зборів» і виголосив запальну промову, в якій закликав робітників звернутися зі своїми потребами безпосередньо до царя. Сутність промови полягала в тому, що на робітника не звертають уваги, не вважають його за людину, правди ніде не можна домогтися, всі закони знехтувані, і робітники повинні поставити себе в таке становище, щоб з ними рахувались, як з людьми. При цьому Гапон закликав усіх робітників, з дружинами та дітьми, йти 9 січня о 2-й годині дня до Зимового палацу. 6, 7 та 8 січня текст петиції читався у всіх відділах «Зборів», і під ним збиралися тисячі підписів. За підрахунком історика Василя Богучарського, лише 6 січня під петицією було зібрано щонайменше 7 тисяч підписів. За підрахунком журналіста М. Симбірського, всього було зібрано не менше 40 тисяч підписів, а за оцінкою самого Гапона, підписів було понад 100 тисяч.
За свідченням очевидців, натовп, збуджений Гапоном, перебував у стані релігійної екзальтації. Люди плакали, тупотіли ногами, стукали стільцями, билися кулаками в стіни і клялися, як один, з'явитися на площу і померти за правду та свободу. У «Зборах» панувала атмосфера містичного екстазу. Люди складали пальці хрестиками, показуючи, що ці вимоги для них святі та їхня клятва рівносильна присязі на хресті. Свідок подій Любов Гуревич писала: «Мабуть, ніколи і ніде ще революційний підйом величезних народних мас — готовність померти за свободу та оновлення життя — не поєднувався з таким урочистим, можна сказати, народно-релігійним настроєм». Популярність самого Гапона цими днями досягла небувалих розмірів. Багато хто бачив у ньому пророка, посланого Богом для визволення робітника. Жінки підносили йому для благословення своїх дітей. Люди бачили, з якою легкістю зупинялися величезні фабрики та заводи, і приписували це силі Гапона.
6 січня Гапон оголосив про початок загального страйку, і до 7 числа всі заводи та фабрики Петербурга страйкували. Гапонівські робітники проходили по підприємствах і легко знімали людей з роботи. Останнім зупинився Імператорський порцеляновий завод. Делегат від заводу повідомив Гапону, що їхні робітники не бажають страйкувати. «Скажи робітникам порцелянового заводу, — відповів Гапон, — якщо вони завтра до полудня не покинуть роботу, я пришлю туди тисячу людей, які змусять їх зробити це». Наступного дня казенний завод став.
Щоб не дати владі приводу застосувати силу, Гапон вирішив надати руху максимально мирного характеру. Вирішили, що народ піде до царя абсолютно беззбройним і не допустить жодних заворушень. Цю думку Гапон наполегливо вселяв робітникам у своїх виступах. За словами очевидця, Гапон «грізно, подібно до Савонароли, вимагав і заклинав — і весь народ голосно повторював слідом за ним у зборах цю клятву — не торкатися спиртних напоїв, не мати при собі зброї, навіть складаних ножів, і не застосовувати грубої сили при зіткненні з владою».

Напередодні виступу Гапон надіслав листи міністру внутрішніх справ Петру Святополк-Мирському та царю Миколі II із закликом уникнути кровопролиття. У своєму листі до царя Гапон писав:
Государю, боюся, що Твої міністри не сказали Тобі всієї правди про справжній стан речей у столиці. Знай, що робітники і жителі м. Петербурга, вірячи в Тебе, безповоротно вирішили з'явитися завтра о 2-й годині до Зимового палацу, щоб представити Тобі свої потреби і потреби всього російського народу. Якщо Ти, вагаючись душею, не з'явишся народові і якщо проллється невинна кров, то порветься той моральний зв'язок, який ще й досі існує між Тобою і Твоїм народом. Довіра, яку він має до Тебе, назавжди зникне. З'явись же завтра з мужнім серцем перед Твоїм народом і прийми з відкритою душею нашу смиренну петицію. Я, представник робітників, і мої мужні товариші ціною свого життя гарантуємо недоторканність Твоєї особи.
8 січня товариш міністра внутрішніх справ К. Н. Ридзевський підписав ордер на арешт Гапона. Однак заарештувати його не вдалося, тому що Гапон був оточений щільним натовпом робітників і для його арешту потрібно було б принести в жертву не менше 10 осіб поліції.
Того ж дня, виступаючи перед робітниками, Гапон уже висловлював думку, що цар може не вийти до народу та вислати проти нього війська. У таких випадках він закінчував своє слово словами: «І тоді в нас більше немає царя!» — і весь натовп відповідав хором: «Немає царя…». Напередодні ходи ватажки руху не вірили, що цар прийме петицію. За словами О. Є. Кареліна, «ні в Гапона, ні в керівної групи не було віри в те, що цар прийме робітників і що їх пустять дійти до площі. Усі добре знали, що робітників розстріляють». В одній із останніх промов напередодні ходи Гапон казав: «Тут може пролитися кров. Пам'ятайте, це буде священна кров. Кров мучеників ніколи не пропадає — вона дає паростки свободи…». Увечері 8 січня Гапон та керівники «Зборів» поїхали у фотографію та знялися «на прощання», після чого роз'їхалися по своїх відділах.

#### Кривава неділя
Вранці 9 січня Гапон на чолі Нарвського відділу «Зборів» рушив у напрямку Зимового палацу. З ним йшло щонайменше 50 000 протестувальників. Інші робітники йшли від своїх відділів, розраховуючи з'єднатися на Палацовій площі. Перед виступом Гапон звернувся до натовпу зі словами: «Якщо цар не виконає наше прохання, значить, у нас немає царя». В останній момент було вирішено надати процесії характеру хресного ходу. З найближчої каплиці були взяті чотири хоругви, ікони та священича єпитрахиль, в яку вдягнувся Гапон. Попереду ходи несли портрети царя та великий білий прапор із написом: «Солдати! Не стріляйте у народ!». Коли натовп наблизився до Нарвської застави, її атакував загін кавалерії. Гапон скомандував: «Вперед, товариші! Смерть або свобода!» — після чого натовп зімкнув ряди і продовжував рух.
«Наелектризовані агітацією, натовпи робітників, не піддаючись впливу звичайних поліцейських заходів і навіть атак кавалерії, завзято рухалися до Зимового палацу», — йшлося в урядовій доповіді. В цей час по натовпу були зроблені залпи з рушниць, і перші ряди впали на землю. Залпами були вбиті найближчі соратники Гапона — робітник Іван Васильєв та охоронець М. Філіппов, що йшли поруч із ним. Сам Гапон отримав легке поранення в руку і був повалений на землю загальним натиском натовпу. Після останнього залпу задні ряди почали тікати, і хода була розсіяна. Цей день увійшов до історії під назвою «Кривавої неділі».

#### Після розстрілу демонстрації

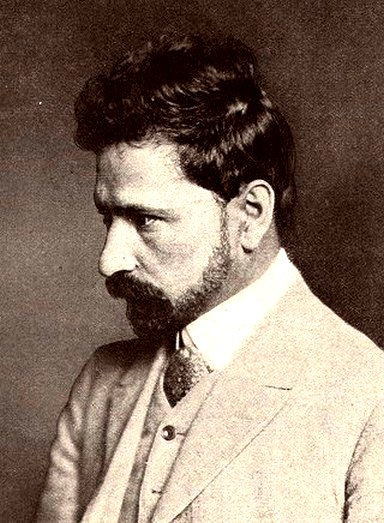
Георгій Гапон під час життя у Європі

Гапона вивів із площі есер П. М. Рутенберг. Дорогою його обстригли і переодягли у світський одяг, а потім привели на квартиру письменника Максима Горького. Побачивши Гапона, Горький обійняв його, заплакав і сказав, що тепер треба йти до кінця. На квартирі Горького Гапон написав послання до робітників, у якому закликав їх до збройної боротьби проти самодержавства. У своєму посланні Гапон писав: «Рідні товариші-робітники! Тож у нас більше немає царя! Невинна кров лягла між ним та народом. Хай живе початок народної боротьби за свободу!». Увечері того ж дня Гапон разом із Горьким прийшов на збори лівої інтелігенції у Вільно-економічному товаристві. Виступаючи перед присутніми, Гапон закликав їх підтримати народне повстання та допомогти робітникам здобути зброю. Під час виступу він зачитував документи, з яких випливало, що ініціаторами розстрілу ходи були дядьки царя — Володимир Олександрович та Сергій Олександрович. Після виступу Гапон переховувався на квартирі літератора Ф. Д. Батюшкова. Тут він написав ще кілька послань до робітників із закликом до повстання.
У перші дні після розстрілу ходи Гапон всерйоз розраховував на масове повстання. У своїх спогадах він писав: «Я думав, що повстання можливе і, звичайно, вважав за свій обов'язок стати на чолі руху. Я організував і повів народ на мирну демонстрацію, тим більше моїм обов'язком було вести його єдиним шляхом, який нам залишався». Проте, всупереч очікуванням Гапона, масового повстання не було, а в місті сталися лише окремі заворушення. Лідерів гапонівських «Зборів» було заарештовано і посаджено у в'язницю, і він втратив будь-який зв'язок зі своїми робітниками. 

### Еміграція
Внаслідок провалу повстання Гапон вирішив виїхати з Петербурга, а через кілька днів було вирішено переправити його за кордон. Рутенберг дав йому адреси та паролі для переходу через кордон та для явки за кордоном. Однак дорогою Гапон розминувся з людьми, що чекали його, і йому довелося переходити кордон самостійно. Прибувши в прикордонний район, Гапон уклав угоду з місцевими контрабандистами, і наприкінці січня один, без документів, перейшов російсько-німецький кордон поблизу Тауроггена. При переході кордону в нього стріляв солдат-прикордонник, але він вийшов неушкодженим.

#### Женева, стосунки із есерами та більшовиками
На початку лютого 1905 року Гапон прибув Женеву — головний центр зарубіжної діяльності російських революціонерів. У цей час про священника-революціонера писали всі європейські газети, і його ім'я було у всіх на слуху. За кордоном Гапон швидко набув такої слави, якою в минулому не користувався жоден російський революціонер. Не знаючи іноземних мов, Гапон зайшов у Женеві до російської бібліотеки і назвав своє ім'я бібліотекарю. Бібліотекар, котрий виявився соціал-демократом, негайно відвів його на квартиру Плеханова. Плеханов зустрів Гапона з розпростертими обіймами та влаштував йому вшанування, на яке було запрошено головних лідерів соціал-демократичної партії. На початку лютого Гапон зустрівся з лідером більшовиків Леніним.
У травні 1905 року Гапон на короткий час вступив до партії есерів. Ініціатором його вступу був П. М. Рутенберг. Як випливає з мемуарів Рутенберга, есери сподівалися, що партійна дисципліна зв'яже Гапона та утримає його від спроб проводити самостійну політику. Гапону було запропоновано зайнятися виданням «Селянської газети». Проте сам Гапон мав інші плани. За словами Ан-ського, Гапон спробував підпорядкувати всю партію есерів і керувати її справами. Щойно вступивши до партії, він зажадав, щоб його ввели до центрального комітету та посвятили у всі конспіративні справи, у цьому йому було відмовлено, і Гапон залишився незадоволений, не в змозі змиритися зі становищем рядового члена партії. На думку есерів, поведінка Гапона пояснювалася його крайнім самолюбством. «Зовсім не розуміючи необхідності партійних програм та партійної дисципліни, вважаючи діяльність революційних партій шкідливою для мети повстання, він глибоко вірив тільки в себе, був фанатично переконаний, що революція в Росії повинна відбутися тільки під його керівництвом», — згадував Ан-ський. За словами ж В. М. Чернова, Гапон взагалі був типовим анархістом, нездатним брати участь у спільній справі: «Якщо хочете, він за вдачею був повний, абсолютний анархіст, нездатний бути рівноправним членом організації. Будь-яку організацію він міг уявити лише як надбудову над одним всесильним особистим впливом. Він повинен був один стояти в центрі, один все знати, один зосереджувати у своїх руках усі нитки організації та смикати ними міцно прив'язаних на них людей як заманеться і коли заманеться».
В результаті Гапону було запропоновано вийти з партії, і з літа 1905 він повів власну політику. Про свої стосунки з партійними революціонерами сам Гапон пізніше говорив: «Дуже їх поважаю, особливо деяких окремих осіб ціную, наприклад, Шишка, але не можу ж я підкоритися їм, влізти в їхні рамки».
У квітні-травні 1905 року Гапон відновив зв'язки з петербурзькими робітниками. На той час лідери гапонівських «Зборів» були випущені з в'язниці та відновили нелегальну діяльність. У травні робітники отримали від Гапона листа, в якому він розповідав про своє життя за кордоном і ділився подальшими планами. У листі Гапон, зокрема, писав: «Тут мій авторитет дуже сильний, популярність велика, але не дуже мене вся ця мішура радує. Цвяхом у мене сидить думка, як би організувати пролетаріат, як би об'єднати його, рушити його у рішучий смертельний бій за свободу та щастя народів, на смерть ворогові для перемоги трудящих». Далі Гапон давав характеристику революційних партій: соціал-демократів називав «талмудистами» та «фарисеями», а про есерів говорив, що його не задовольняє їхня програма і тактика.

#### Лондон, стосунки із анархо-синдикалістами
Влітку 1905 Гапон оселився в Лондоні, де познайомився з місцевими російськими емігрантами — Кропоткіним, Чайковським, Волховським та іншими. З Кропоткіним у Гапона встановилися найбільш дружні відносини — до нього він ставився з великою повагою і ставив його вище за всіх російських революціонерів. Під впливом Кропоткіна Гапон захопився ідеями анархо-синдикалізму і продовжував цікавитися цим вченням і після повернення Росію. Кропоткін, зі свого боку, говорив, що Гапон — це «велика революційна сила» і захищав його від нападів партійних революціонерів. Кропоткін познайомив Гапона з англійськими тред-юніонами, які зацікавилися становищем робітників у Росії і обіцяли пожертвувати великі суми грошей на гапонівський «Робочий Союз».
Проживаючи у Лондоні, Гапон отримав від англійського видавництва замовлення на написання автобіографії. Для роботи над книгою Гапон запросив журналіста Давида Соскіса, який писав під диктування Гапона англійською мовою. Через кілька місяців книга була готова і вийшла великими тиражами під назвою «The Story of My Life» (Історія мого життя [Архівовано 11 грудня 2021 у Wayback Machine.]). Згодом книга була перекладена багатьма мовами світу, включаючи російську. Гроші, зароблені літературною працею, Гапон жертвував на потреби робочої організації.

#### Спроба організувати збройне повстання в Петербурзі
У серпні 1905 року Гапон взяв участь у великій революційній авантюрі — спробі організувати збройне повстання у Петербурзі. Задум належав фінському революціонеру Конні Цілліакусу, який пожертвував на нього велику суму грошей. Гроші були розподілені між російськими революційними партіями та витрачені на закупівлю зброї. Для транспортування зброї до Росії в Англії був зафрахтований пароплав «Джон Графтон». Головну роль у придбанні та навантаженні зброї зіграли есери, але для розподілу зброї в Росії у них не було достатніх можливостей. Тоді й було вирішено залучити до справи Гапона з його робочою організацією. За словами Цілліакуса, Гапон зустрів ідею із захопленням і вирішив сам їхати в Росію для приймання зброї. За допомогою робітника Петрова Гапон переконав Цілліакуса, що пітерські робітники вже готові до повстання і єдине, чого їм не вистачає, це зброя. Задум Гапона був такий: «Десять або двадцять тисяч робітників збираються до однієї з приморських пристаней поблизу Петербурга і захоплюють її в свої руки. В цей час він, Гапон, під'їжджає до пристані на кораблі, навантаженому зброєю. Робітники озброюються, і він на чолі їх рушає на Петербург».
Наприкінці серпня Гапон перетнув Балтійське море і прибув до Фінляндії, де переховувався від поліції завдяки Партії активного опору. Біля берегів Фінляндії бот, на якому плив Гапон, пішов на дно, і він врятувався тільки завдяки фізичній силі та спритності. Незабаром, однак, надійшла звістка, що пароплав «Джон Графтон» сів на мілину у Фінській затоці і більша частина зброї дісталася поліції. На переконання Цілліакуса, винуватцем невдачі був Азеф, який брав у акції активну участь і знав усі подробиці справи.

#### Відновлення зборів робітників Петербурга
17 жовтня 1905 імператором Миколою II був виданий Височайший маніфест, який дарував жителям Росії громадянські свободи. Однією зі свобод, дарованих Маніфестом 17 жовтня, була свобода зборів. У колишніх членів «Зборів російських фабрично-заводських робітників м. Санкт-Петербурга» з'явилося бажання відновити свою організацію та отримати компенсацію за збитки, зазнані при закритті відділів «Зборів» після 9 січня. Позов про відшкодування збитків був поданий ще навесні 1905 року, і тоді їх розмір був визначений в 30 тисяч рублів. Наприкінці жовтня 1905 року депутація робітників на чолі з Н. М. Варнашовим з'явилася на прийом до голови Ради міністрів графа С. Ю. Вітте. Робітники просили відкрити відділи «Зборів», відшкодувати збитки та амністувати Гапона, який живе за кордоном. Вітте доручив робітникам подати клопотання про відкриття відділів у встановленому порядку, але амністувати Гапона відмовився. Влада побоювалася, що Гапон влаштує «нове 9 січня», і тому відмовляла йому в законній амністії, під яку підпадали всі учасники січневих подій. Згодом депутація від робітників ходила на прийом до міністра торгівлі В. І. Тимірязєва та його заступника М. М. Федорова. Обидва міністри поставилися до прохання робітників з великим співчуттям та обіцяли сприяти у відкритті відділів та відшкодуванні збитків. Тимірязєв також обіцяв поклопотатися про амністію Гапона. Наприкінці жовтня або на початку листопада 1905 року Гапон нелегально виїхав до Російської імперії, несучи з собою бунтарські задуми.

#### Повернення Гапона в Петербург  та зростання його впливу
У листопаді 1905 року Гапон повернувся до Росії та оселився у Петербурзі на нелегальній квартирі. Відновивши зв'язки з робітниками, Гапон почав клопотати про свою амністію та відкриття відділів «Зборів». З ініціативи Гапона до справи було підключено журналістів — А. І. Матюшенського та інших, які ходили з проханням про відкриття відділів до різних чиновників та міністрів. Незабаром чутки про приїзд Гапона дійшли до графа Вітте. Дізнавшись, що Гапон у Петербурзі, Вітте, за його словами, дуже здивувався і наказав негайно вислати його за кордон, заявивши, що інакше його заарештують і засудять за 9 січня. Для переговорів до Гапона було відправлено колишнього чиновника особливих доручень при міністерстві внутрішніх справ І. Манасевич-Мануйлова. За словами Мануйлова, граф Вітте викликав його і заявив, що «необхідно добитися від'їзду з Петербурга небезпечного політичного авантюриста, який (справа була в розпал третього страйку) може бути хорошим ватажком для робітників». Граф дав Мануйлову адресу Гапона, і після тривалих переговорів Мануйлову вдалося переконати Гапона покинути Росію. На витрати на виїзд граф дав Гапону тисячу рублів з особистих заощаджень, і в кінці листопада Гапон виїхав з Росії в районі Вержболова.
Виїхавши за кордон, Гапон почав давати численні інтерв'ю, у яких хвалив політику Вітте та критикував тактику революціонерів. На іноземних журналістів Гапон справляв враження переконаного прихильника графа Вітте. Про тактику революційних партій Гапон говорив, що вони штовхають робочий народ у прірву, агітуючи його за збройне повстання, до якого народ не готовий ні технічно, ні морально. За твердженням Гапона, він вивчив співвідношення сил і зрозумів, що передчасне збройне повстання викличе жорстокі репресії та призведе до торжества реакційних сил. Тому він закликав пролетаріат уникати непотрібного пролиття крові, утримувати завойовані позиції та вимагати від уряду виконання програми, наміченої Маніфестом 17 жовтня. Проживаючи у Франції, Гапон зустрічався з відомими письменниками та громадськими діячами А. Франсом, О. Мірбо, М. Бертло, Надаром, Ж. Жоресом, Ж. Лонге та іншими. На них він справив гарне враження, але всі вони говорили, що він хоче зупинити рух, а це не під силу одній людині. Гапон також вивчав французький синдикальний рух і домовився з французькими синдикалістами про видання для російських робітників брошури з робочого питання.
Після виїзду Гапона з Росії граф Вітте почав виконувати свою частину угоди. 26 листопада 1905 року на вимогу Вітте міністром внутрішніх справ було дозволено відкрити відділи «Зборів» та видати їм конфісковане майно. 2 грудня голові правління Варнашову було видано посвідчення про дозвіл відкрити всі 11 відділів «Зборів».

### Відновлення зборів робітників та затвердження керівником
31 грудня 1905 року відбувся екстрений з'їзд керівників «Зборів» у Теріоках. Напередодні Гапон нелегально прибув до Фінляндії і скликав на з'їзд представників усіх відділів «Зборів» — по 10 осіб від кожного відділу. Загалом з'їхалося близько 80 людей. На з'їзді Гапон виступив зі сповіддю за минулий рік, розповів про свої спроби об'єднати революційні партії та підняти збройне повстання. Наприкінці промови Гапон заявив, що погарячкував, закликаючи робітників до повстання, що тепер вважає це утопією і тепер необхідно утримати за собою завойоване. «Переконаний, що якщо ми так зробимо, то багато виграємо», — сказав Гапон. Після виступу Гапона було порушено питання щодо його статусу в організації. Частина робітників називала його диктатором та виступала проти диктаторства Гапона. Після дебатів Гапон вийшов на середину і запитав: «Товариші, я бачу, у вас багато хто сумнівається в мені і говорять про моє диктаторство. Хіба я був у вас диктатором?». Почулися голоси: Ні, не був. — «Якщо ні, то я у вас і не прошу більшого, дайте мені тільки колишні повноваження». Питання було поставлене на голосування, і більшістю голосів Гапон був знову обраний керівником «Зборів».

#### Кампанія з дискредитації
На початку 1906 року у пресі розпочалася широкомасштабна кампанія проти Гапона та його оточення. Поштовхом до початку кампанії послужив лист колишнього соратника Гапона робітника М. Петрова. 8 лютого Петров опублікував у газеті «Русь» листа, в якому розголошував відомості про отримання Гапоном 30 тисяч рублів від уряду Вітте. Публікація викликала гучний скандал у суспільстві та в гапонівських «Зборах». Керівництво «Зборів» виступило із заявою, що гроші бралися з відома правління та призначалися для компенсації збитків, понесених «Зборами» під час закриття його відділів у січні 1905 року. Самого Петрова правління звинувачувало у порушенні клятви та зраді інтересів робітників. За деякими даними, обурений Гапон доручив робітникові П. Черьомухіну вбити Петрова як зрадника і вручив йому для цього свій револьвер. Проте Черьомухін на засіданні керівництва «Зборів» застрелився сам. Надалі доручення вбити Петрова взяла на себе група робочих на чолі з Ф. Яслаухом. «Яке нам діло, що Гапон узяв грошей, — міркував Яслаух. — Нехай бере в уряду більше, ми йому віримо і віритимемо, і помремо за Гапона… Ми також підемо, як пішли 9 січня, і завоюємо все, що нам потрібно».

### Вбивство Георгія Гапона
28 березня 1906 року Георгій Гапон виїхав з Петербурга Фінляндською залізницею і не повернувся назад. За даними робітників, він вирушав на ділову зустріч із представником партії есерів. Виїжджаючи, Гапон не взяв із собою ні речей, ні зброї, і обіцяв надвечір повернутися. Робітники занепокоїлися, чи не сталося з ним якогось лиха. У середині квітня в газетах з'явилися повідомлення, що Гапон убитий членом партії есерів Пінхусом Рутенбергом. 
На початку 1906 Пінхус Мойсейович Рутенберг повідомив своїм керівникам - Азефу Євно Фішелевичу (який сам згодом виявився провокатором та подвійним агентом) та його заступнику Борису Савінкову.про ймовірні зв'язки Гапона із поліцією, стверджуючи, що він є подвійним агентом. Азеф зажадав стратити Гапона. 26 березня Рутенберг запросив Гапона на заздалегідь зняту дачу в селищі Озерки під Петербургом (а розі Ольгінської (нинішня Єриванська) і Варварінської вулиць), де той був задушений мотузкою  і повішений на гаку.  30 квітня на дачі Звержинської в Озерках було виявлено тіло вбитої людини, за всіма прикметами схожої на Гапона, робітники гапонівських організацій підтвердили, що вбитий є Георгієм Гапоном. Розтин показав, що смерть настала від удушення, за даними, Гапон був запрошений на дачу добре знайомою йому людиною, зазнав нападу групи осіб, був задушений мотузкою та підвішений на вбитий у стіну гачок. У вбивстві брало участь близько 3—4 осіб. Людина, яка наймала дачу, була упізнана двірником по фотографії. Ним виявився інженер Пінхус Рутенберг. Керівництво партії есерів, відмовилося взяти відповідальність за злочин, заявляючи, що  Пінхус Рутенберг діяв з власної ініціативи, виходячи з особистих мотивів.

## Зовнішність та лідерство
За свідченнями сучасників, Гапон мав яскраву, красиву і незабутню зовнішність. Люди, які бачили його один раз, безпомилково впізнавали його через багато років. Гапон мав південний тип обличчя зі смаглявою шкірою, великим носом, чорним волоссям, бородою «кольору воронова крила» та чорними очима. У рясі священника, з довгим кучерявим волоссям і бородою він справляв особливо сильне враження. Деякі відзначали, що він схожий на Христа. Особливе враження на сучасників справляли його очі. Гапон мав магнетичний погляд, який було важко витримати, міг годинами, не відриваючись, дивитися на співрозмовника. За свідченням О. Є. Кареліна, очі Гапона «ніби заглядали в душу, в саму глибину душі, будили людську совість». Гапон знав силу своїх очей і за потреби нею користувався. Зросту він був середнього, мав струнку, худорляву, майже жіночну статуру, слабке здоров'я, при цьому володів великою фізичною силою. Відрізнявся надзвичайною рухливістю, ніколи не сидів на місці, мав нервові, рвучкі рухи. «Активність і рухливість у будь-якому напрямі становили характерну особливість самої натури Гапона», — згадував А. Філіппов.
За численними свідченнями, Гапон мав сильну волю, велику енергію і «шалений» темперамент. Так, за словами Марії Вільбушевич, у Гапона був «сильний, як кремінь, характер», а Н. Симбірський писав: «У цієї людини сталева воля — вона гнеться, але не ламається». Про сильну волю, наполегливість та енергію писали і люди, які спілкувалися з колишнім священником за кордоном. Не будучи інтелектуалом, Гапон у той же час мав неабиякий ораторський талант, а дехто вважає, що він був одним із кращих ораторів своєї епохи.
У характері Гапона були відсутні гнучкість і здатність до компромісу. Прийнявши якесь рішення, він не заспокоювався, доки не змушував оточуючих погодитись зі своєю думкою. Опинившись у меншості під час обговорення якогось питання у робочих «Зборах», він заявляв: «Хоча вас і більшість, але я не бажаю цього і не дозволю, тому що все це створено мною. Я практична людина і знаю більше за вас, а ви фантазери».
При всьому цьому Гапон мав природжений талант лідера. Він умів впливати на людей, підпорядковувати їх своїй волі та вести за собою. Ан-ський писав: «Що Гапон мав величезний, непереборний вплив на робітників, який не припинявся, почасти, навіть після всіх незбагненних витівок його, після повернення до Росії, — не підлягає жодному сумніву. За ним ішли сліпо, без міркування; за першим його словом тисячі й десятки тисяч робітників були готові йти на смерть. Він це добре знав, приймав як належне та вимагав такого ж ставлення до себе і з боку інтелігенції. І вражає те, що деякі інтелігенти, старі емігранти, досвідчені революціонери, люди зовсім не схильні до захоплень, повністю підпадали під його вплив».
Представник Бунда після зустрічі з Гапоном писав, що він говорить із сильним малоросійським (українським) акцентом.
Джерела свідчать також про скромну обстановку, в якій жив Гапон. Так, за свідченням А. Філіппова, який спостерігав Гапона перед 9 січня, Гапон жив «у скромній, навіть жалюгідній» квартирці на Церковній вулиці. Ан-ський, який спілкувався з Гапоном за кордоном, писав: «І в Женеві, і в Лондоні жив скромно, і якщо витрачав іноді зайвий карбованець, то тільки на телеграми, краватки та роз'їзди у другому класі». Про бідну обстановку, в якій жив Гапон після повернення до Росії, згадував журналіст П. М. Пільський та багато інших.

## Оцінка та наклепи радянської епохи
У радянську епоху в історичній літературі панував міф, за яким Гапон був агентом-провокатором царської охоронки. Цей міф був закріплений в «Короткому курсі історії ВКП(б)», виданому в 1938 під редакцією І. В. Сталіна. «Ще у 1904 році, до путилівського страйку, — йшлося у „Короткому курсі“, — поліція створила за допомогою провокатора попа Гапона свою організацію серед робітників — „Збори російських фабрично-заводських робітників“. Ця організація мала свої відділення у всіх районах Петербурга. Коли почався страйк, піп Гапон на зборах свого товариства запропонував провокаторський план: 9 січня нехай зберуться всі робітники і в мирній ході з хоругвами та царськими портретами підуть до Зимового палацу і подадуть цареві петицію (прохання) про свої потреби. Цар, мовляв, вийде до народу, вислухає та задовольнить його вимоги. Гапон взявся допомогти царській охоронці: викликати розстріл робітників та в крові потопити робітничий рух». Після падіння радянської влади, коли з'явилася можливість незалежних досліджень історії, цей міф був спростований і розвіяний.
Інший розхожий міф про Гапона полягав у тому, що він був платним агентом царської охоронки. Дослідження сучасних істориків не підтверджують цієї версії, як такої, що не має документальних підстав. Так, згідно з дослідженнями історика-архівіста С. І. Потолова, Гапон не може вважатися агентом царської охоронки, тому що ніколи не був у списках і картотеках агентів охоронного відділення.

## Галерея

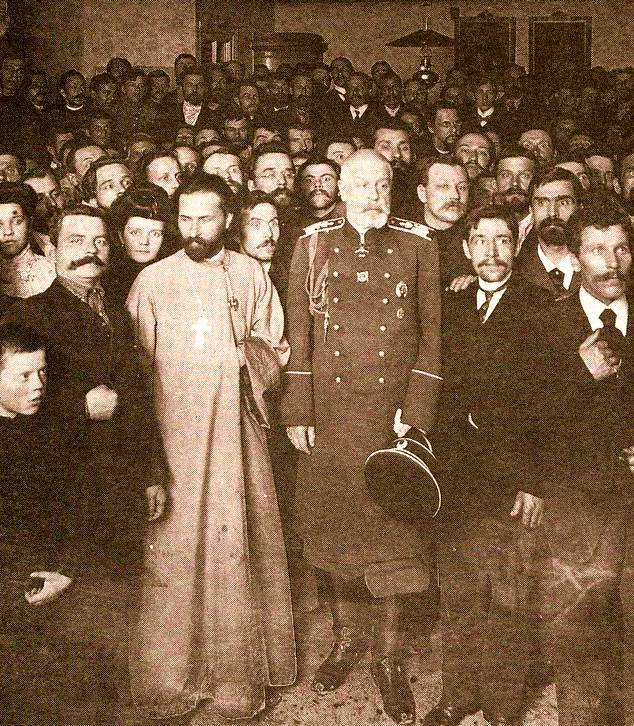
Г. А. Гапон та І. О. Фуллон на відкритті Коломенського відділу «Собрания Русских фабрично-заводских рабочих г. Санкт-Петербурга». Осінь 1904
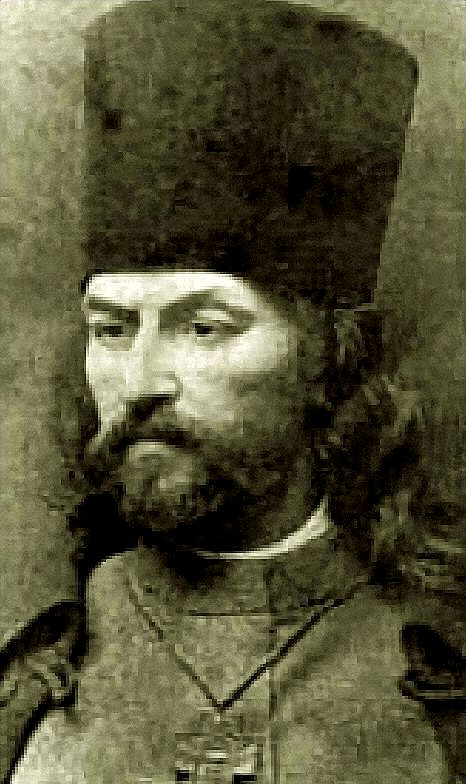
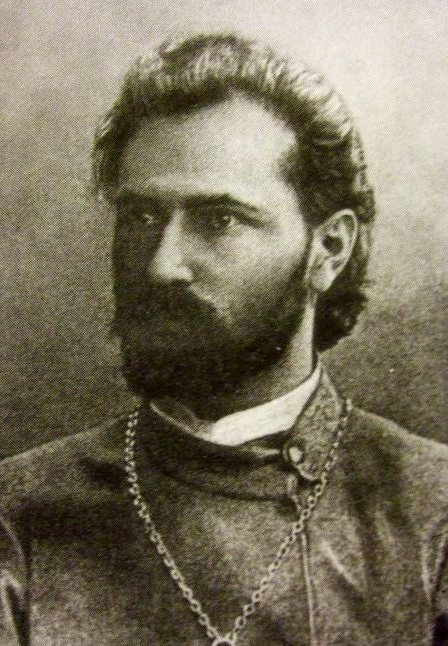

## Твори
- Георгий Гапон. История моей жизни. — М., 1990 [Архівовано 29 травня 2010 у Wayback Machine.]